# Anderstorps kyrkobokföringsdistrikt
Anderstorps kyrkobokföringsdistrikt var ett kyrkobokföringsdistrikt (ofta förkortat kbfd) i Anderstorps församling i Växjö stift. Dessa distrikt utgjorde delar av en församling i Sverige som i folkbokföringshänseende var likställd med en församling. Distriktet bildades den 1 januari 1943 när Anderstorps församling delades upp på två kyrkobokföringsdistrikt (Anderstorp och Gyllenfors) och upplöstes den 1 januari 1951 (enligt beslut den 25 augusti 1950) då uppdelningen av Anderstorps församling på två kyrkobokföringsdistrikt upphörde.
Anderstorps kyrkobokföringsdistrikt hade församlingskoden 066200.